# Graphe octaédrique tronqué
Le graphe octaédrique tronqué est, en théorie des graphes, un graphe 3-régulier possédant 24 sommets et 36 arêtes.

## Construction
Il existe treize graphes correspondant aux squelettes des treize solides d'Archimède. Le graphe octaédrique tronqué est celui associé à l'octaèdre tronqué, le solide à 14 faces obtenu par troncature d'un octaèdre.
Les douze autres graphes squelettes d'Archimède sont le graphe tétraédrique tronqué, le graphe hexaédrique tronqué, le graphe dodécaédrique tronqué, le graphe icosaédrique tronqué, le graphe cuboctaédrique, le graphe cuboctaédrique adouci, le graphe icosidodécaédrique, le graphe dodécaédrique adouci, le graphe rhombicuboctaédrique, le graphe cuboctaédrique tronqué, le graphe rhombicosidodécaédrique et le graphe icosidodécaédrique tronqué.

## Propriétés

### Propriétés générales
Le diamètre du graphe octaédrique tronqué, l'excentricité maximale de ses sommets, est 6, son rayon, l'excentricité minimale de ses sommets, est 6 et sa maille, la longueur de son plus court cycle, est 4. Il s'agit d'un graphe 3-sommet-connexe et d'un graphe 3-arête-connexe, c'est-à-dire qu'il est connexe et que pour le rendre déconnecté il faut le priver au minimum de 3 sommets ou de 3 arêtes.

### Coloration
Le nombre chromatique du graphe octaédrique tronqué est 2. C'est-à-dire qu'il est possible de le colorer avec 2 couleurs de telle façon que deux sommets reliés par une arête soient toujours de couleurs différentes. Ce nombre est minimal.
L'indice chromatique du graphe octaédrique tronqué est 3. Il existe donc une 3-coloration des arêtes du graphe telle que deux arêtes incidentes à un même sommet soient toujours de couleurs différentes. Ce nombre est minimal.

### Propriétés algébriques
Le groupe d'automorphismes du graphe octaédrique tronqué est un groupe d'ordre 48.
Le polynôme caractéristique de la matrice d'adjacence  du graphe octaédrique tronqué est : {\displaystyle (x-3)(x-1)^{3}(x+1)^{3}(x+3)(x^{2}-3)^{2}(x^{2}-2x-1)^{3}(x^{2}+2x-1)^{3}}.